# Zauche
Die Zauche ist eine Hochfläche und ein dünnbesiedeltes Landschaftsgebiet in Brandenburg. Als historische Landschaft war die Zauche eines der Kerngebiete, in denen im 12. und 13. Jahrhundert die Mark Brandenburg entstand.

## Geologie und Landschaft

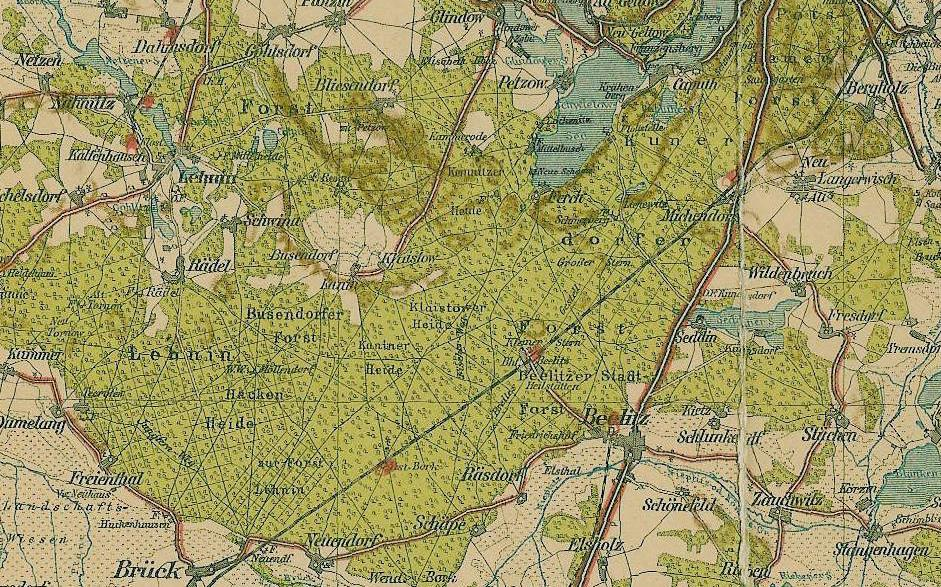
Zauche um 1903

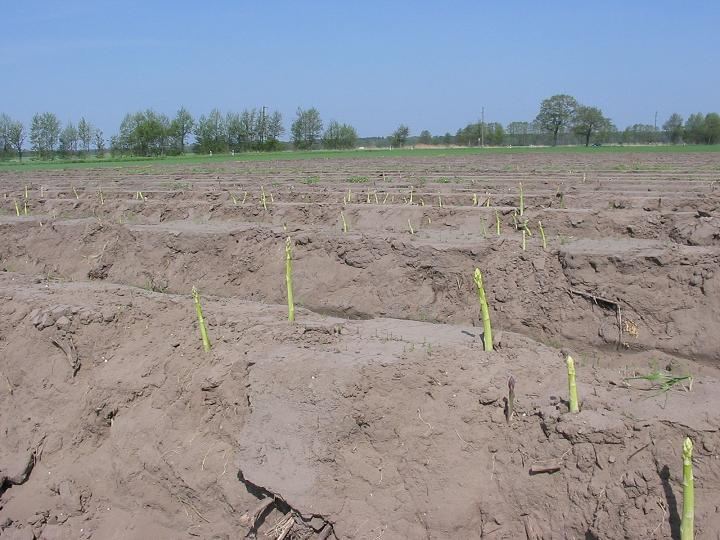
Spargelanbau bei Beelitz

Die Landschaft der Zauche umfasst mehrere meist flachwellige Platten. Umgrenzt und durchschnitten werden die Hochflächen von vergleichsweise schmalen Urstromtalungen mit darin befindlichen Fließgewässern. Nordwestlich bildet der Flusslauf der Havel, südwestlich das Baruther Urstromtal und östlich die Nuthe-Nieplitz-Niederung die Grenze. Das Klaistower (oder Kaniner) Tal – ebenfalls eine Urstromtalung – trennt die Zauche in eine größere südliche und eine kleinere nördliche Hochfläche. Die Zauche bildet gemeinsam mit der Karower Platte im Westen, von der sie durch einen Durchbruch des Baruther Urstromtals getrennt ist, in dem heute einige im Fläming entsprungene Flüsse wie die Plane, Temnitz und die Buckau der Havel zulaufen, eine Plattenreihe. Diese wurde vor mehr als 20.000 Jahren während der Weichseleiszeit an der Haupteisrandlage der Brandenburg-Phase gebildet, als das Inlandeis auf der Zauche seine maximale Ausdehnung nach Süden erreichte. Auf der südlichen Hochfläche findet sich ein Endmoränenzug mit der höchsten Erhebung der Zauche, dem Wietkiekenberg (124,7 m ü. NHN). Typisch für die Zauche wie auch für andere eiszeitlich gebildete Hochflächen sind Findlinge wie der Blaue Stein, die mit dem Gletschereis antransportiert wurden. Südlich vorgelagert bildete sich einer der größten Sander Brandenburgs aus. Der sogenannte Beelitzer Sander tritt hier in Form eines typischen Kegelsanders (Schwemmfächer) auf, der eine Breite von rund 17 Kilometern erreicht. Die Schmelzwässer des Inlandeises flossen weiter in das südlich vorgelagerte Baruther Urstromtal. Vor allem auf der nördlichen Platte und im Osten der südlichen Hochfläche finden sich auch Grundmoränengebiete. Der zugehörige Geschiebemergel ist hier aber nur geringmächtig (< 4 m), sehr oft fehlt er sogar. Es stehen dann Schmelzwassersande aus der Vorstoßphase des Eises an der Oberfläche an. Der Saarmunder Endmoränenbogen befindet sich innerhalb der Grundmoränen. Getrennt durch die Urstromtalung der heutigen Nuthe-Nieplitz-Niederung schließt sich im Osten das Plateau des Teltow an, das bis in das südliche Berlin hineinreicht. Nördlich der Havel liegt die Nauener Platte mit dem Havelland.
Bekanntere Orte in der Zauche sind im Zentrum Lehnin mit dem gleichnamigen Kloster Lehnin und am östlichen Rand die Spargelstadt Beelitz. Große Teile des Gebietes werden seit dem 20. Jahrhundert als Truppenübungsplatz genutzt. Der Name Zauche kommt aus dem Slawischen und bedeutet so viel wie „trockenes Land“. Die Sandflächen der vielen Urstromtalungen bilden den idealen Boden für die Spargel-Zucht der Region. Neben den Trockenflächen prägen größere Kiefernwälder das Landschaftsbild. Einige Stillgewässer wie der Torfstichsee Emstaler Schlauch und der Klostersee sowie einige kleinere Seen und Weiher, die aus Toteisblöcken entstanden, lockern die karge Hochfläche auf.

## Geschichte

### Taufgeschenk für OttoI.
Bei der Gründung der Mark Brandenburg im 12. Jahrhundert und der anschließenden Stabilisierungspolitik spielte die Zauche eine wichtige Rolle. Denn um 1100 bildeten die Zauche und das Havelland das Gebiet des slawischen Stammes der Heveller. Im Jahr 1127 kam der christianisierte Hevellerfürst Pribislaw-Heinrich an die Macht, der enge Kontakte zum späteren Gründer der Mark Brandenburg, zum Askanier Albrecht dem Bären unterhielt. Als Pate schenkte er Albrechts erstem Sohn Otto I. zur Taufe die Zauche. Selbst kinderlos, vererbte er ferner die Macht in der Brandenburg mit seinem Tode im Jahre 1150 an Albrecht den Bären, der nach verschiedenen Auseinandersetzungen am 11. Juni 1157 endgültig die Mark gründen konnte und erster Markgraf von Brandenburg wurde. Neben älteren Teilen aus askanischen Streubesitz umfasste diese junge Mark lediglich das Havelland, das Gebiet um Havelberg, die westlichen Teile der Prignitz und die Zauche.

### Kloster Lehnin
Das Kloster Lehnin wurde als erstes märkisches Zisterzienserkloster 1180 von Markgraf Otto I. gestiftet. Es diente als Hauskloster der Askanier und später auch der Hohenzollern. Die ersten Mönche kamen nach einem Ruf Otto I. 1183 aus dem Kloster Sittichenbach bei Eisleben. Die Klostergründung erwies sich als geschickter Schachzug der Askanier. Es war gerade erst 23 Jahre her, als Albrecht der Bär in der entscheidenden Schlacht um die Mark den Slawenfürsten Jaxa von Köpenick hatte besiegen können. Da die ansässigen Slawenstämme in den Jahrhunderten zuvor schon mehrfach geschlagen wurden und anschließend die Deutschen wieder zurückdrängten, war Albrecht dem Bären und seinem Sohn Otto I. bewusst, dass mit dem Sieg von 1157 das Land noch nicht endgültig gewonnen war. Die tatsächliche Stabilisierung der neugewonnenen Gebiete mit ihrer slawischen Bevölkerung erreichten die Askanier durch eine geglückte Doppelstrategie. Zum einen wurden christliche Siedler, z. B. aus Flandern (der Name lebt im Begriff Fläming fort), ins Land gerufen, die schnell ein Gegengewicht zur slawischen Bevölkerung bildeten. Zum anderen wurden mit den Klostergründungen der Zisterzienser besonders tatkräftige und gläubige Christen ins Land geholt, die neben ihren wirtschaftlichen Leistungen intensiv missionarisch tätig wurden. Die Mönche flankierten mit der weiteren Christianisierung der verbliebenen Slawen nicht nur die askanische Siedlungspolitik, sondern gewannen für Otto I. durch ihre Grenzlage in der jungen Mark eine weitere strategische Funktion als Grenzschutz gegen ein Vordringen des Grafen von Belzig.

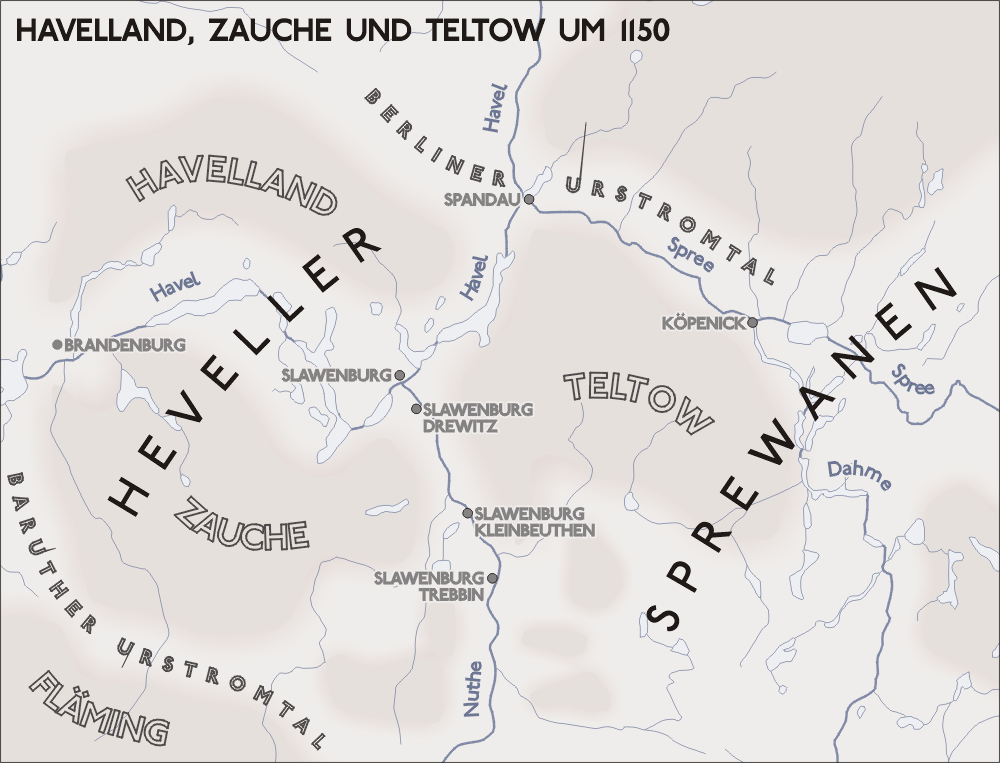
Situation um 1150

Mit zäher Arbeit, die von der benediktinischen Regel Ora et labora (‚bete und arbeite‘) geprägt war, entwickelten die Mönche das Kloster Lehnin schnell zu einer der wohlhabendsten Abteien der Region. Die Askanier wiederum dankten den Mönchen mit verschiedenen Besitzschenkungen. Als das Kloster 1542 säkularisiert wurde, umfasste der Besitz 4500 Hektar Wald- und Ackerfläche, 64 Dörfer, 54 Seen, neun Wind- und sechs Wassermühlen sowie eine Stadt. Unter den Luxemburgern im späten 14. Jahrhundert und den Hohenzollern, im frühen 15. Jahrhundert, bekamen die Äbte vertrauensvolle und wichtige Funktionen, im Rahmen der landesherrlichen Verwaltung. Weiteres Ansehen erlangte das Kloster 1450, als Papst Nikolaus V. die Äbte zu Abtbischöfen machte. Aktuell wird das Kloster als Krankenhaus und Stift genutzt.